# Asbad
Asbad (en latin Asbadus ; en grec Ἄσβαδος [Asbados] ; en italien Asbado ; né vers 520 – mort entre 556 et 560), est un officier byzantin d'origine gépide qui participa à la reconquête byzantine de l'Italie.
Mercenaire « barbare » au service de l'Empire byzantin, il devient « Maître de la Milice » (Magister Militum), se met au service du général byzantin Narsès, et commande en Italie une troupe de 400 guerriers gépides lors de la guerre qui oppose les Ostrogoths aux Byzantins.
Asbad est surtout passé à la postérité pour être celui qui blesse mortellement en 552 l'avant-dernier roi des Ostrogoths, Totila. Alors que ce dernier fuit à cheval accompagné de cinq compagnons après sa défaite subie à la bataille de Taginae, près de l'actuel Gualdo Tadino, Asbad se lance à sa poursuite :
« La bataille était terminée, et la nuit était venue, lorsque des Romains (c.-à-d. les Byzantins), parmi lesquels était un Gépide nommé Asbad, poursuivaient Totila, qui n'était suivi que de cinq personnes, sans savoir néanmoins que ce fût lui. Asbad ayant presque atteint Totila, et étant tout prêt à lui porter un coup de sa lance, un jeune Goth de sa suite indigné du mauvais état de la fortune de son maître, s'écria, que veux-tu faire, chien, tu veux frapper ton Seigneur ? Cette parole fut cause qu'Asbad fit un plus grand effort, et qu'il enfonça la lance dans le corps de Totila. En même temps, Scipuar, qui était de la suite de Totila, le blessa au pied, et fut aussi blessé lui-même, par un de ceux qui le poursuivaient. Les quatre compagnons d'Asbad le remmenèrent, et ne songèrent plus aux fuyards. Les gens de Totila l'emmenaient d'un autre côté avec une extrême diligence, bien que sa blessure fût mortelle. Après avoir fait quatre-vingt-quatre stades, ils arrivèrent à un lieu que l'on appelé Caprée, où ils le pansèrent, et où il mourut, et fut enterré peu de jours après, ayant régné onze ans, il finit sa vie par ce genre de mort, si peu conforme à la grandeur de ses actions. »
— Procope de Césarée, Histoire de la guerre contre les Goths – Guerres de Justinien.
Après l'élimination de Totila et de son successeur, Teias, qui subira lui aussi une lourde défaite au Mons Lactarius, sur les flancs du Vésuve (553), Asbad s'empare en 556 de l'une des dernières places fortes gothiques en Italie, Ticinum, qui était défendue par Indulf (ou Gundulf), un déserteur barbare de l'armée byzantine qui avait rejoint Totila, et 1 000 guerriers ostrogoths qui avaient pu s'échapper après la défaite au Mons Lactarius et remonter vers le nord.
L'épitaphe d'Asbad se trouve à Pavie, où a eu lieu probablement son enterrement entre 556 et 560. Au moment de sa mort, il est âgé d'une quarantaine d'années. Probablement né païen ou arien, il est semble-t-il devenu catholique, peut-être après avoir rejoint les rangs byzantins.

## Sources primaires
- Procope de Césarée : lire en ligne sur Gallica (la) Procopius de bello gottorum.